# Tagima

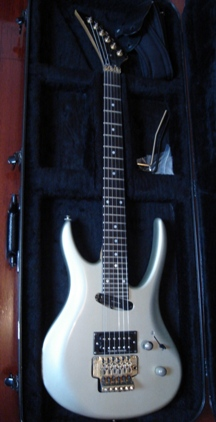
Chitarra elettrica Tagima

Tagima è una ditta brasiliana che produce chitarre; prende il nome dal suo fondatore, Seizi Tagima.

## Storia
L'azienda viene fondata nel 1986 e nel 1996 viene acquisita dalla Marutec Music.

## Principali artisti
- Kiko Loureiro
- Edu Ardanuy
- Fernando Miyata